# Samsung Galaxy Z Flip
El Samsung Galaxy Z Flip es un teléfono inteligente Android desarrollado por Samsung Electronics. Fue presentado el 11 de febrero de 2020, junto con la familia Galaxy S20 y sacado a la venta el día 14 de febrero de 2020. 
A diferencia del Galaxy Fold, el dispositivo se pliega verticalmente y utiliza un recubrimiento de vidrio híbrido con la marca «Infinity Flex Display» también se puede usar 2 aplicaciones a la vez partiendo la pantalla.

## Galería de imágenes

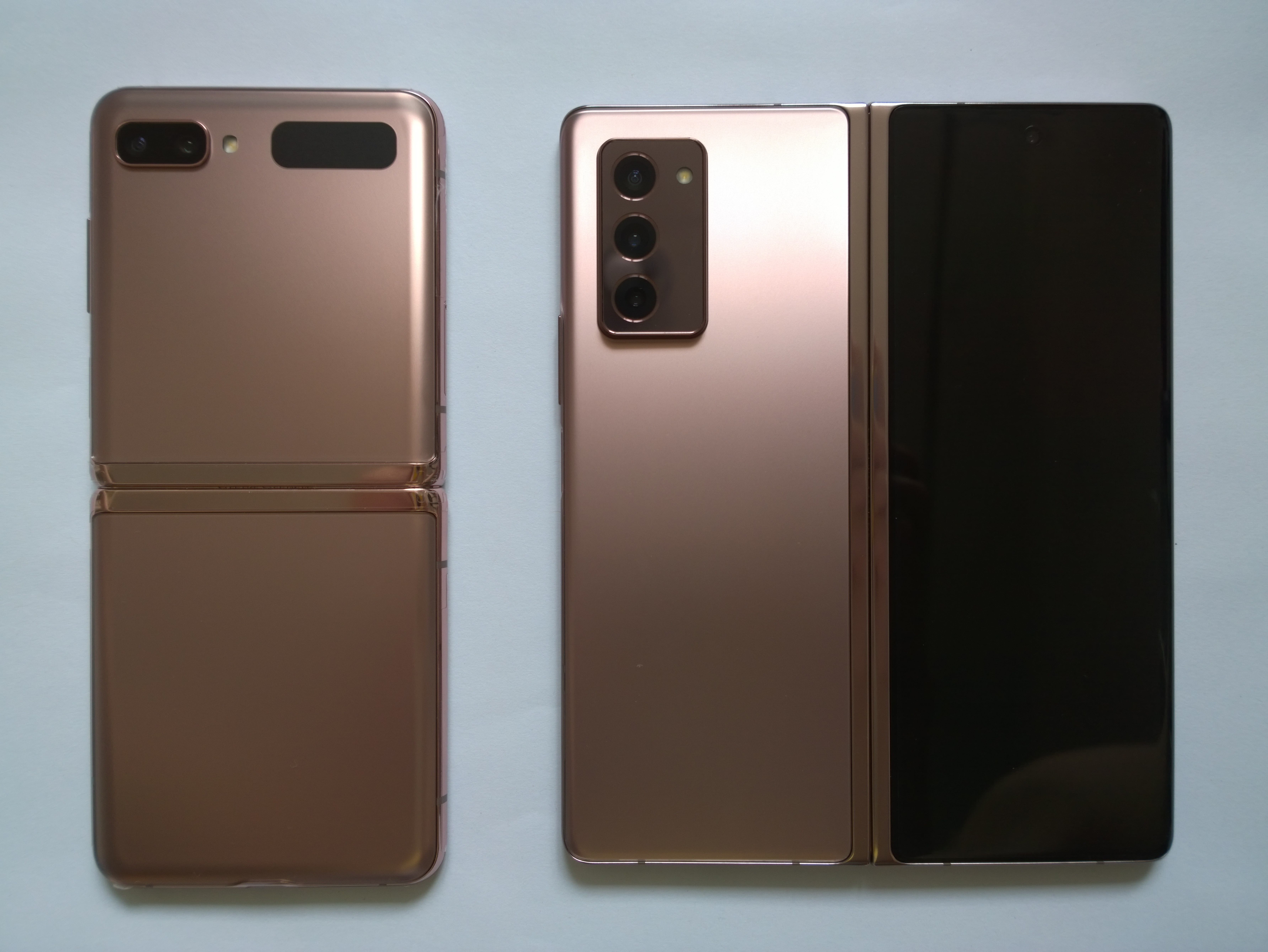
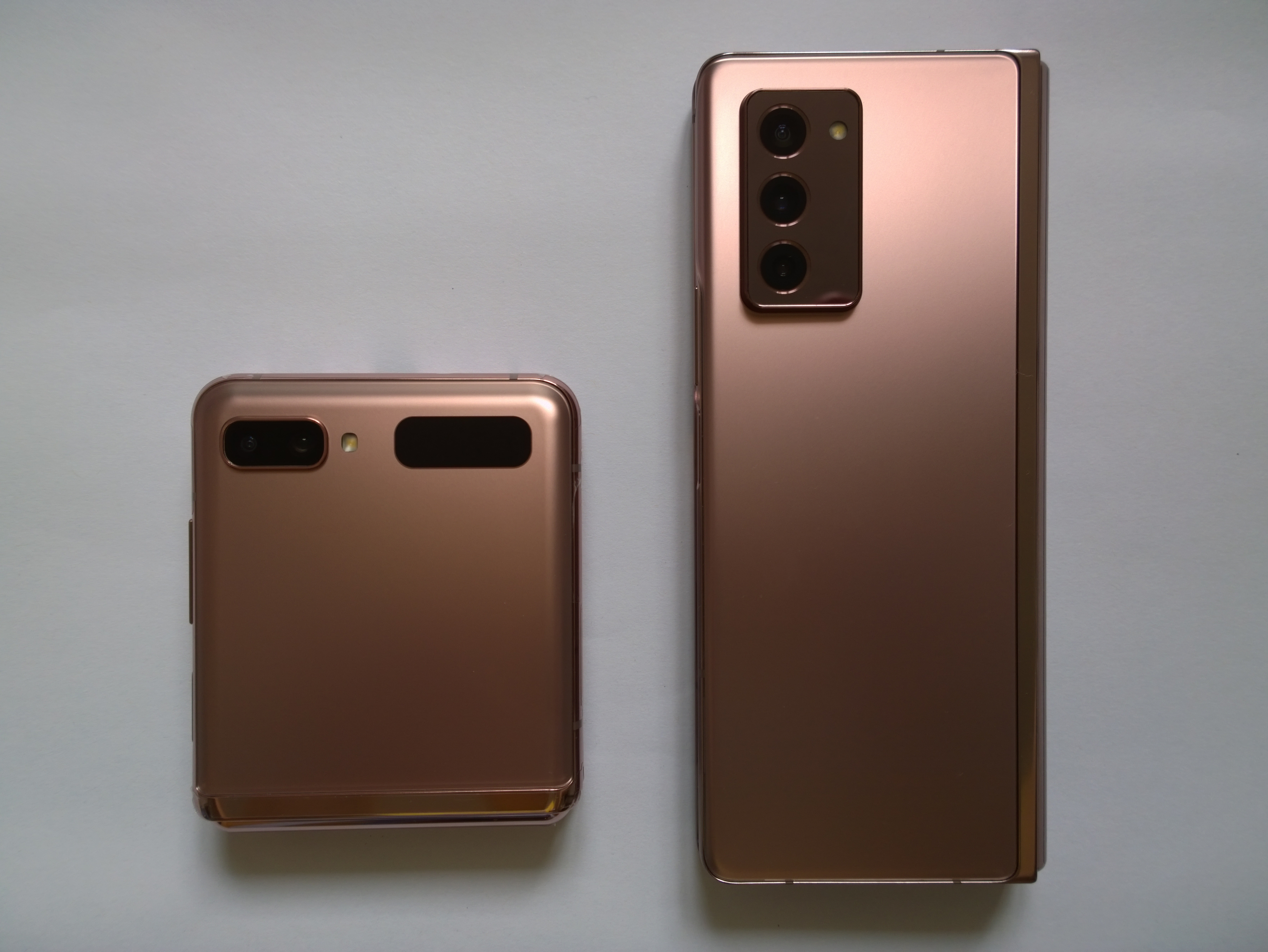
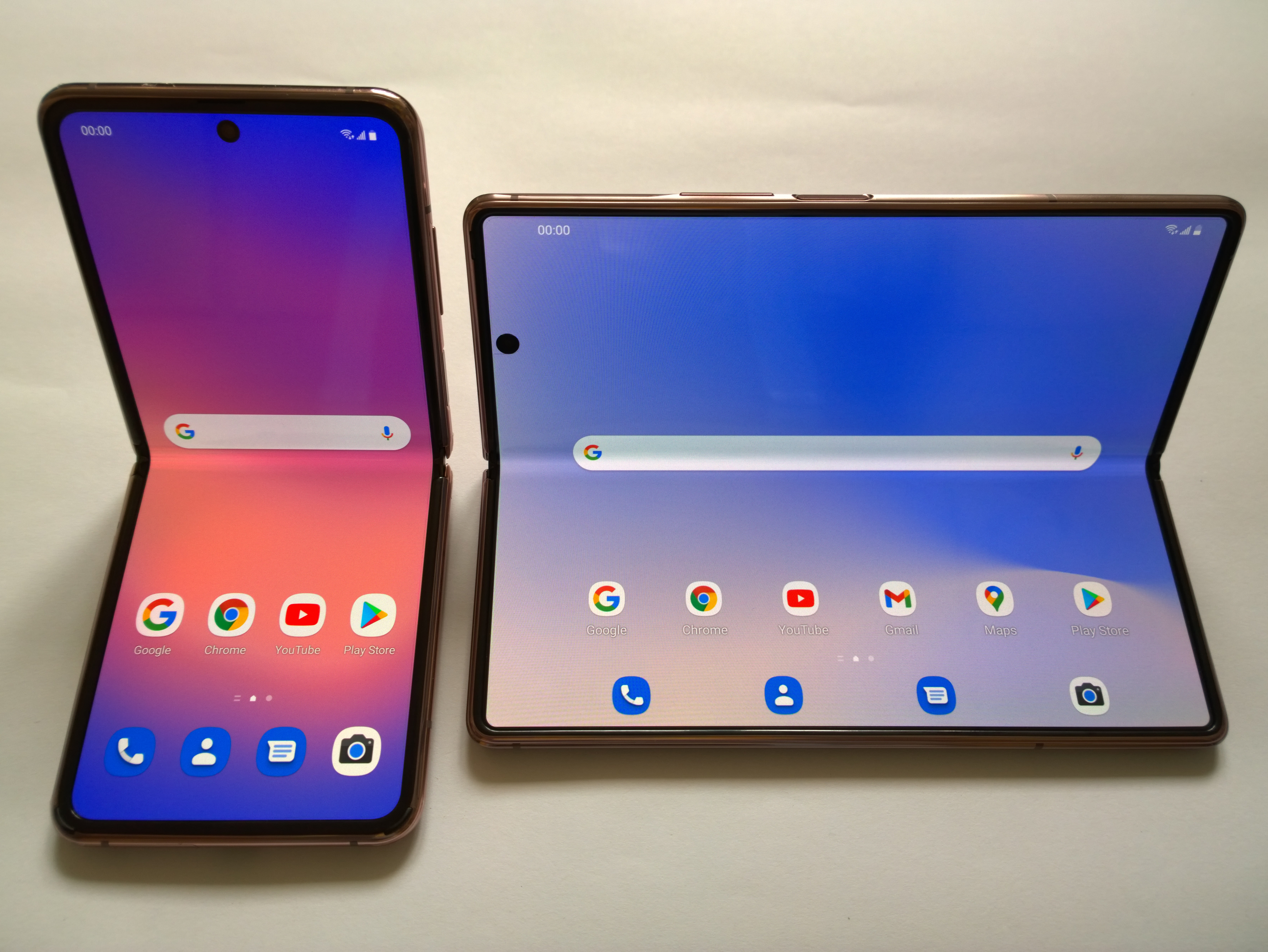
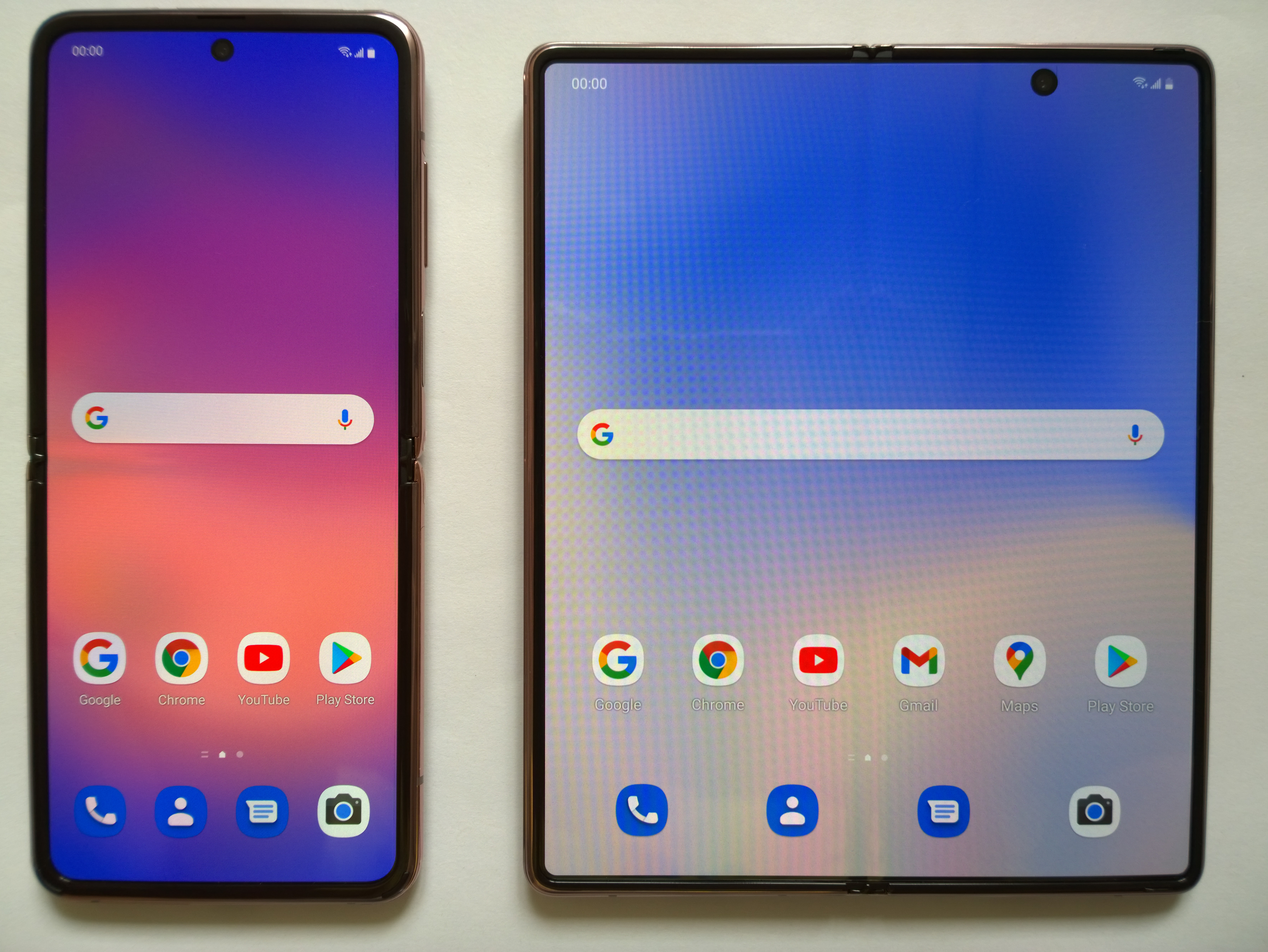